# Eleocharis cylindrostachys
Eleocharis cylindrostachys är en halvgräsart som beskrevs av Johann Otto Boeckeler. Eleocharis cylindrostachys ingår i släktet småsäv, och familjen halvgräs. Inga underarter finns listade i Catalogue of Life.